# Harry Klugmann
Harry Klugmann (n. 28 octombrie 1940, Słupsk, voievodatul Pomerania, Polonia – d. 28 iunie 2023) a fost un sportiv ce a reprezentat Germania, medaliat olimpic. A participat la o ediție a Jocurilor Olimpice (1972) în care a câștigat o medalie de bronz.